# Holabird & Root

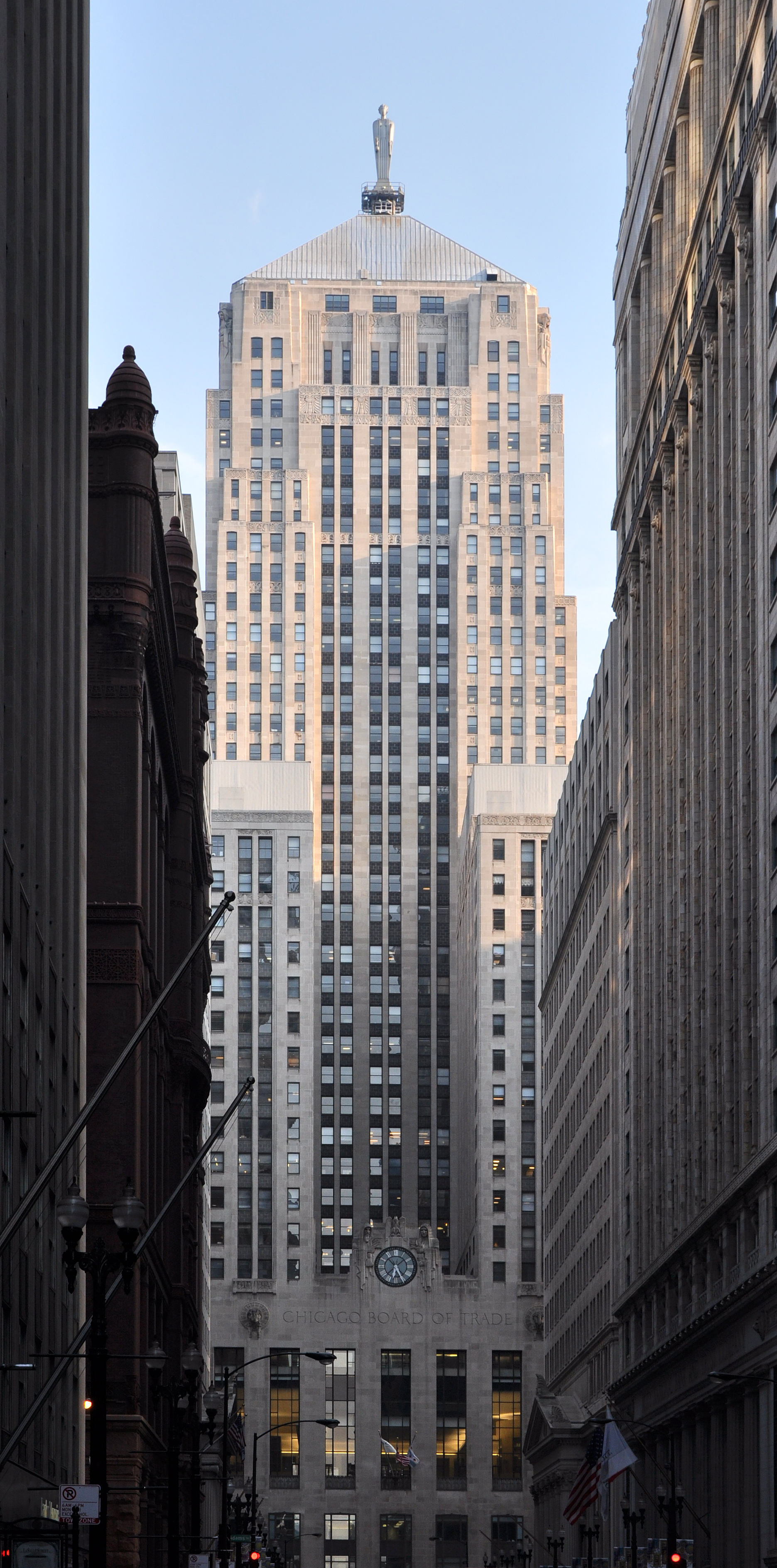
Het door Holabird & Root ontworpen Chicago Board of Trade Building.

Holabird & Root is een Amerikaans architectenbureau dat in 1880 als Holabird & Simonds werd gesticht door William Holabird en Ossian Simonds in Chicago. In 1881, toen Martin Roche bij het bedrijf kwam, hernoemde men het bureau tot Holabird, Simonds & Roche. In 1883 veranderde de naam van het bureau in Holabird & Roche. Toen het bedrijf in 1910 circa honderd ontwerpers in dienst had, was het een van de grootste architectenbureaus in de Verenigde Staten. Beroemde ontwerpen van het bureau betreffen onder meer de First United Methodist Church of Chicago uit 1924, Chicago Board of Trade Building en het Hilton Chicago uit 1927. In 1927 namen John Holabird en John W. Root het bureau over en werd de naam in Holabird & Root veranderd.